# Путятин, Родион Тимофеевич
Родион Тимофеевич Путятин (1807—1869) — русский богослов, проповедник, педагог, протоиерей Русской православной церкви.

## Биография
Родион Путятин родился 1 (13) ноября 1806 года в селе Путятино Сапожковского уезда Рязанской губернии, где отец его был священником.
В 1830 году окончил Рязанскую духовную семинарию, а в 1834 году — Московской духовной академии (со степенью магистра богословских наук) и был назначен профессором словесности в Ярославскую духовную семинарию.

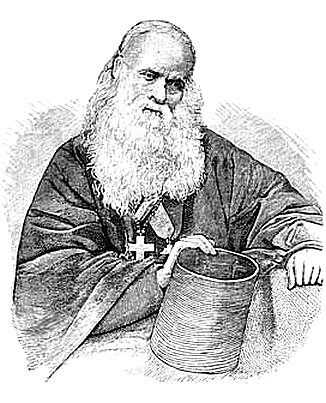
Родион Путятин

25 января 1835 года Родион Путятин был рукоположен архиепископом Ярославским и Ростовским Авраамом во священника к Тихоновской церкви; в 1837 году занял место помощника инспектора семинарии, в 1840 году переведён в Ярославский кафедральный собор, а в 1844 году — к церкви Сошествия Святого Духа.
22 февраля 1845 года, по собственному прошению, Родион Путятин был уволен от службы в семинарии Ярославля и 12 марта того же года определён увещателем во всех ярославских присутственных местах, а 8 сентября перемещен в Рыбинский Спасо-Преображенский собор протоиереем и вместе с тем благочинным всех церквей города Рыбинска.
С 1846 года он был сотрудником попечительства о бедных духовного звания и с большой заботливостью и любовью относился к делу помощи больным, бедным, скорбящим и угнетённым, отдавая им свои силы и средства. Особенно энергичную деятельность на пользу ближнего Путятин проявил во время холеры в 1848 году: с утра до вечера ходил он по улицам Рыбинска со Святыми дарами, напутствовал внезапно заболевших и отправлял их в больницы.
Во время Крымской войны Путятин пожертвовал довольно крупную сумму денег раненым и семьям погибших.
28 ноября 1866 года, согласно собственному прошению, Родион Путятин по состоянию здоровья был освобождён от должности благочинного. Последние два года жизни по болезни он редко принимал участие в богослужениях, но у себя дома трудился над своими богословскими поучениями.
Умер 4 (16) ноября 1869 года в Рыбинске: над его могилой, расположенной за Спасо-Преображенским собором, прихожанами был установлен памятный крест, а на доме, где жил проповедник, позднее была установлена мемориальная доска.

### Путятин - проповедник

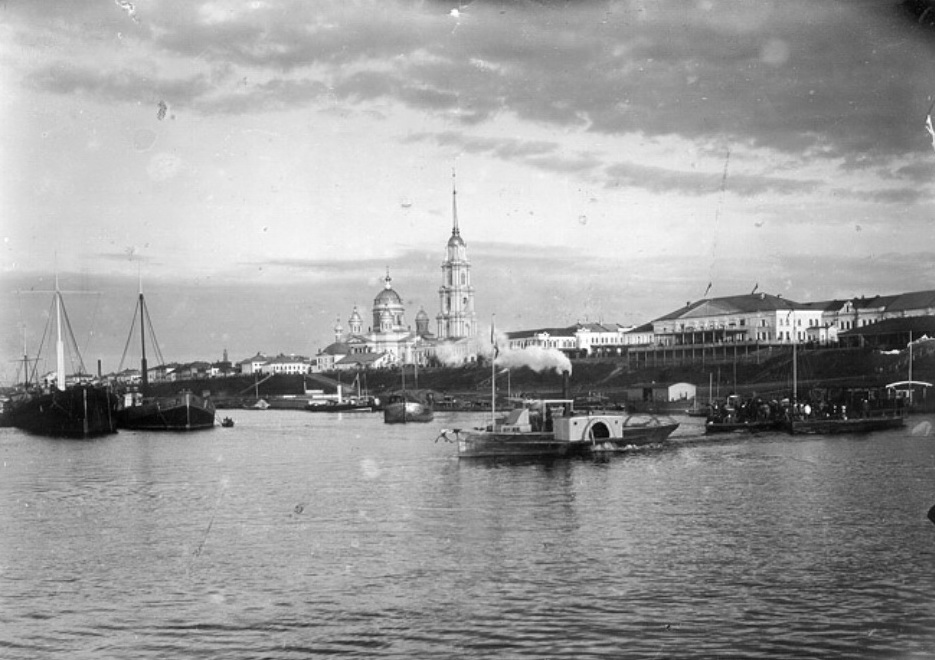
Рыбинский Спасо-Преображенский собор

В общей сложности Путятин священствовал почти 35 лет, сначала в Ярославле, а затем 24 года в Рыбинске. Как проповедник, он всегда пользовался постоянным и большим вниманием своих слушателей. Густой толпой теснились они у его кафедры и расходились только по окончании проповеди. Опытный и предусмотрительный проповедник, Путятин никогда не злоупотреблял вниманием своих слушателей, не вдавался в излишние рассуждения, не говорил более того, что слушатели могли понять без больших для себя усилий. Он умел быть близким ко всем, для всех быть понятным и, обращая своё слово к народу, предлагал всегда «краткие поучения», без утомляющего разнообразия и обилия мыслей. По содержанию своему поучения Путятина — преимущественно нравственного характера, догматических мало. Высоко ценя свет учения, считая, что просвещение необходимо для народа, он призывал слушателей отдавать свои силы и средства на дело просвещения. Он знал жизнь, знал нужды окружающей его среды, и это знание давало слову его характер народной проповеди, близкой и понятной простому, мало образованному человеку. Но проповеди его тем особенно ценны, что при простоте они вполне выдерживают достоинство церковной поучительной речи; в простых задушевных словах всегда высказывается высокая нравственная истина.
Протоирей Путятин проповедовал в Рыбинске, но его деятельность стала известна всей Российской империи, слово его слышалось в самых отдалённых епархиях, где местные священники поучали народ чтением печатных поучений знаменитого народного проповедника. В печати «Краткие поучения» протоиерея появились в 1842 году, а в 1869 году вышло уже 16-е их издание, которое хотя и называлось «Полным Собранием Поучений протоиерея P. Путятина», но заключало в себе только 147 слов его, а их было в то время более трёхсот. Многие из них печатались в духовных журналах, например: в «Душеполезном чтении», во «Страннике», в «Ярославских епархиальных ведомостях». Некоторые из поучений, например «Поучение перед Святым Причастием» и «Поучение в день Покрова Богородицы», были помещены в «Русской хрестоматии» Галахова (часть I, 1876).
В отчёте Императорской публичной библиотеки за 1865 год (страница 29) указан болгарский перевод кратких поучений Путятина под заглавием «Слова говорены от архимандрита Филларета, настоятеля в церкви святителя Николая в Варна. Цариград. В печатницата на Ц. Вестник и сдружие», 1861.

## Награды
- Набедренник (16 октября 1838, за примерное поведение и усердное исполнение возложенных обязанностей)
- Скуфья бархатная фиолетовая (27 апреля 1840, за благонадежность по должности наставника)
- Камилавка бархатная фиолетовая (13 апреля 1846)
- Наперсный крест (1 июля 1849, за усердные труды в холерное время)
- Высочайшая благодарность (1854, за пожертвования в пользу раненых и убитых на войне)
- Наперсный крест, бронзовый (в память войны 1853 - 1856 гг.)
- Орден Святой Анны 3 степени (17 апреля 1857, за отлично-усердную службу)
- Орден Святой Анны 2 степени (22 апреля 1861) и Императорская корона к нему (14 мая 1867)[4][5].